# Vertrag von Montgomery

Wales nach dem Vertrag von Montgomery 1267

Der Vertrag von Montgomery war ein am 29. September 1267 geschlossenes Abkommen zwischen dem walisischen Fürsten Llywelyn ap Gruffydd und dem englischen König Heinrich III., das den seit 1262 offen geführten Englisch-Walisischen Krieg beendete und in dem Llywelyn als Fürst von Wales anerkannt wurde.

## Vorgeschichte

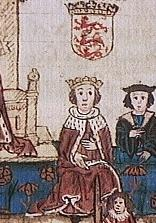
Llywelyn ap Gruffydd als Fürst von Wales

Nach seinem erfolgreichen Feldzug gegen Nordwales 1245 und dem Tod von Dafydd ap Llywelyn im Februar 1246 mussten sich die Nachfolger Dafydds, seine Neffen Owain Goch und Llywelyn ap Gruffydd Ende 1246 ergeben. Im Vertrag von Woodstock von 1247 hatte Heinrich III. die Vormachtstellung von Gwynedd über die walisischen Fürstentümer gebrochen. Gwynedd musste dazu erhebliche Gebietsverluste hinnehmen, unter anderem das Perfeddwlad genannte Nordostwales östlich des River Conwy an den König abtreten. Llywelyn ap Gruffydd hatte sich 1255 durch einen Sieg über seine Brüder die Alleinherrschaft über Gwynedd erkämpft. Durch einen erfolgreichen Krieg gegen die Engländer von 1256 bis 1258 hatte er die Vorherrschaft über die walisischen Fürsten erreicht und führte seit 1258 den Titel Fürst von Wales. Ab 1260 kam es jedoch zu neuen Kämpfen in den Welsh Marches. Während des Zweiten Kriegs der Barone unter Simon de Montfort in England hatte Llywelyn die Aufständischen unterstützt, dabei aber vor allem seine eigene Macht vergrößert und die englische Herrschaft in Nordost- und Mittelwales weiter zurückgedrängt. 1262 eroberte er Brecknockshire, im Frühjahr 1263 belagerte er Abergavenny Castle, das aber unter Führung von Peter de Montfort seinen Angriff abwehren konnte. Im August 1263 ergab sich dagegen die königliche Burg Dyserth Castle in Nordostwales, im September Deganwy Castle. Nach Montforts Sieg in der Schlacht von Lewes 1264 konnte Llywelyn am 19. Juni 1265 durch Verhandlungen mit Montfort in Pipton-on-Wye erreichen, dass sein Titel als Fürst von Wales anerkannt wurde. Nach der Vereinbarung von Pipton durften ihm die anderen walisischen Fürsten huldigen und ihn als Oberherrn anerkennen. Sein Bruder Dafydd und er erhielten eroberte Ländereien zurück und zur Sicherung seines Reiches erhielt er die drei wichtigen Burgen Painscastle, Hawarden und Whittington. Im Gegenzug unterstützte Llywelyn Montfort und musste ihm über den Zeitraum von zehn Jahren £ 20.000 zahlen. Angeblich sollen Montfort und Llywelyn auch Llywelyns Hochzeit mit Montforts Tochter Eleanor ausgehandelt haben. Durch die Niederlage und dem Tod Montforts in der Schlacht von Evesham am 4. August 1265 wurde die Übereinkunft von Pipton jedoch hinfällig. 

## Verhandlungen in Shrewsbury
Der König hatte jedoch nach seinem Sieg über Montfort nicht die Mittel für einen Feldzug gegen Wales, zögerte jedoch, Llywelyns Macht und Anspruch faktisch anzuerkennen. Schließlich willigte der König zu Gesprächen mit Llywelyn ein, und am 21. Februar 1267 wurde Robert Wallerand, Lord of Kilpeck beauftragt, einen auf zwei oder drei Jahre befristeten Waffenstillstand mit dem walisischen Fürsten zu schließen. Gleichzeitig beauftragte der König seinen Sohn Edmund Crouchback, Earl of Leicester und Inhaber mehrerer Baronien in den Welsh Marches, zusammen mit Wallerand einen dauerhaften Frieden auszuhandeln. Nachdem die Verhandlungen jedoch stockten, schaltete sich der päpstliche Legat Ottobono Fieschi direkt ein. Er begleitete den König nach Shrewsbury, wo er am 21. September vom König eine Vollmacht zur Führung von direkten Verhandlungen mit Llywelyn erhielt, die Wallerand und Geoffrey de Geneville bezeugen sollten. Auf walisischer Seite waren Einion ap Caradog und Dafydd ap Einion die Bevollmächtigten. Am 25. September 1267 waren sie sich über den Vertrag einig, und am selben Tag erhielt Llywelyn die Zusage für sicheres Geleit, um den König in Montgomery Castle die Hommage zu erweisen. Am 29. September reiste der König mit seinen Söhnen und der Delegation nach Montgomery Castle, wo sie Llywelyn und die walisische Delegation trafen. Llywelyn huldigte dem König, während der Legat Ottobono den Vertrag besiegelte. Im Vertrag musste der König Llywelyns Eroberungen von Perfeddwlad, Whittington, Ceri, Cedewain, Builth, Gwrtheyrnion und Brecknockshire anerkennen. Im Gegenzug fiel Hawarden an Robert de Mold zurück, der allerdings die Auflage erhielt, in den nächsten 30 Jahren dort keine Burg zu errichten. Llywelyn wurde durch den Vertrag mit Ausnahme von Maredudd ap Rhys von Drysylwn in Deheubarth zum Oberherrn aller walisischen Fürstentümer und durfte den Titel Fürst von Wales führen, musste allerdings dem König huldigen. Dazu musste Llywelyn seinen Bruder Dafydd, der seit 1263 auf der Seite des Königs gestanden hatte, versorgen sowie an den König die enorme Summe von 30.000 Mark (£ 20.000) zahlen, davon 5000 Mark bis Ende des Jahres, dann weiterhin 3000 Mark jährlich. Durch diesen Vertrag hatte Llywelyn gegenüber dem König seinen höchsten Status erreicht.

## Folgen

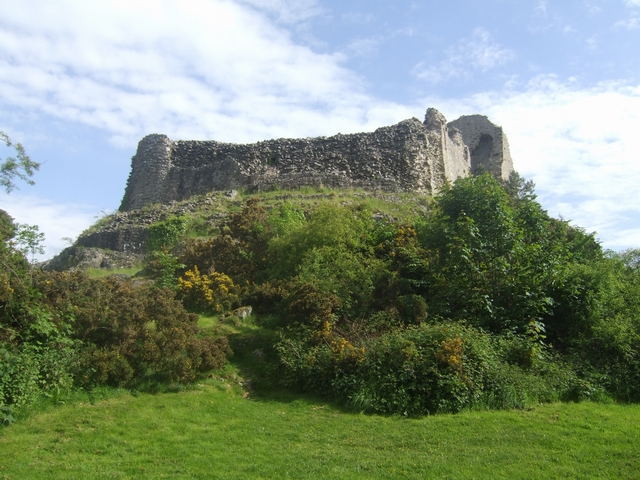
Die Reste von Montgomery Castle, wo der Vertrag 1267 besiegelt wurde

In den nächsten neun Jahren herrschte Frieden zwischen Llywelyn und dem englischen König. Dennoch kam es schon bald zu Spannungen zwischen den walisischen Fürsten und den Marcher Lords, denn aufgrund durch den Vertrag von Montgomery nicht geklärten Fragen kam es in Glamorgan, Brecknockshire und Maelienydd zu größeren Konflikten zwischen Llywelyn und den Marcher Lords. Llywelyn kam aber seinen Verpflichtungen nach und zahlte bis 1274 insgesamt 12.750 Mark, ehe er aus Protest gegen die Vertragsverletzungen die Zahlungen einstellte. 
Daneben bedeutete der Vertrag, dass Llywelyn auf seinen Titel und seine Gebiete keine eigenen Rechte hatte, sondern dass ihm der König diese verliehen hatte. Llywelyn musste dazu zugestehen, dass im Falle eines Streits mit Dafydd über dessen Ländereien königliche Vertreter den Streit und dessen Schlichtung überprüfen durften, womit der König erstmals juristische Gewalt in Gwynedd erhielt.
Letztlich war durch den Vertrag von Montgomery die Machtfrage in Wales nicht entschieden worden. Llywelyn verweigerte dem neuen König Eduard I., dem Sohn und Nachfolger des 1272 verstorbenen Heinrich III. die verlangte Hommage, solange dieser nicht auf seine für ihn berechtigten Forderungen einging. Eduard betrachtete dies als Treuebruch und begann schließlich 1276 die endgültige Eroberung von Wales.